# Dariusz Gawin
Dariusz Gawin (ur. 9 lutego 1964 w Warszawie) – polski historyk idei, filozof i publicysta, doktor habilitowany nauk społecznych w zakresie socjologii.

## Życiorys
W 1983 zdał maturę w XLVII LO im. Stanisława Wyspiańskiego w Warszawie. W 1989 ukończył studia historyczne na Uniwersytecie Warszawskim. W 1998 na podstawie pracy Konserwatywna filozofia kultury. Problematyka kultury w pismach T.S. Eliota, M. Oakeshotta, R. Scrutona uzyskał stopień doktora nauk humanistycznych w zakresie filozofii. W 2014 obronił pracę habilitacyjną z zakresu socjologii w Instytucie Filozofii i Socjologii Polskiej Akademii Nauk. Zajmuje się historią idei, filozofią polityczną, historią myśli społecznej, polityką historyczną.
W latach 1989–1993 pracował jako asystent w Instytucie Historycznym Uniwersytetu Warszawskiego, a od 1993 jako asystent, potem adiunkt w Instytucie Filozofii i Socjologii PAN. Od 2005 pełni funkcję kierownika Zakładu Społeczeństwa Obywatelskiego IFiS PAN. Od maja 2005 pełni również funkcję zastępcy dyrektora Muzeum Powstania Warszawskiego, któremu podlega Instytut Stefana Starzyńskiego (oddział MPW).
Był członkiem Kolegium Historyczno-Programowego Europejskiego Centrum Solidarności w Gdańsku. Jest członkiem Rady Fundacji Szkoła Liderów oraz zarządu Fundacji Instytut Wolności. W latach 1996–2000, razem z Markiem Cichockim, Dariuszem Karłowiczem, Tomaszem Mertą, Pawłem Paliwodą, Andrzejem Gniazdowskim i Januszem Ostrowskim był członkiem Warszawskiego Klubu Krytyki Politycznej (nie mylić z powstałą w 2002 Krytyką Polityczną). W latach 2000–2001 był zastępcą dyrektora Instytutu Dziedzictwa Narodowego, od 2007 do 2008 członkiem Rady Fundacji Współpracy Polsko-Niemieckiej, a od 2006 do 2010 współorganizatorem Seminariów Lucieńskich odbywających się pod patronatem prezydenta RP Lecha Kaczyńskiego. W latach 2007–2010 prowadził wraz z Markiem Cichockim i Dariuszem Karłowiczem program Trzeci punkt widzenia w TVP Kultura. Wrócił do prowadzenia programu po jego wznowieniu w 2016 z udziałem tych samych uczestników.
Jest członkiem kolegium redakcyjnego rocznika „Teologia Polityczna” oraz kwartalnika „Ethos”. Współpracuje z krakowskim Ośrodkiem Myśli Politycznej. W latach 1997–2000 był członkiem zespołu redakcyjnego miesięcznika „Res Publica Nowa”. Publikował m.in. w „Teologii Politycznej”, „Res Publice Nowej”, „Znaku”, „Twórczości”, „Przeglądzie Politycznym”, „Więzi”, „Życiu”, „Rzeczpospolitej”. Stypendysta Nuffield College, Oxford University; Institut für die Wissenschaften vom Menschen IWM; Wissenschaftszentrum Berlin für Sozialforschung; Mershon Center, Ohio State University. Współautor programów nauczania i podręczników do historii (szkoła podstawowa) i wychowania obywatelskiego (liceum).
W październiku 2015 został członkiem Narodowej Rady Rozwoju powołanej przez prezydenta Andrzeja Dudę.
Członek Collegium Invisibile.

## Książki
- Spór o powstanie. Powstanie warszawskie w powojennej publicystyce polskiej, Warszawa 2004, ISBN 83-920303-4-6.
- Polska, wieczny romans. O związkach literatury i polityki w XX wieku, Wydawnictwo DANTE, Warszawa 2005, ISBN 83-89500-16-7.
- Blask i gorycz wolności. Eseje o polskim doświadczeniu wolności, Kraków 2006, ISBN 83-60125-70-8.
- Granice demokracji liberalnej. Szkice z filozofii politycznej i historii idei, Kraków 2007, ISBN 979-83-60125-23-5.
- Wielki zwrot. Ewolucja lewicy i odrodzenie idei społeczeństwa obywatelskiego 1956-1976, Wyd. Znak, Kraków 2013, ISBN 978-83-240-2113-0.

## Odznaczenia i nagrody
- Krzyż Kawalerski Orderu Odrodzenia Polski (2013)[10]
- Medal Stulecia Odzyskanej Niepodległości (2021)[11]
- Srebrny Medal „Zasłużony Kulturze Gloria Artis” (2015)[12]
- Brązowy Medal „Zasłużony Kulturze Gloria Artis” (2005)[13]
- Laureat nagrody im. Andrzeja Kijowskiego za książkę Polska, wieczny romans, 2006.

## Życie prywatne
Jest żonaty z Magdaleną Gawin, ma dwoje dzieci: córkę Marię i syna Adama.